# Maciej Stuhr
Maciej Stuhr, född 23 juni 1975 i Kraków, är en polsk skådespelare.
Stuhr har bland annat medverkat i TV-serien Rimfrost och i filmen Inheritance.

## Filmografi (i urval)
- 2020–2022 – Rimfrost (TV-serie)
- 2024 – Inheritance